# Хлопонін Олександр Геннадійович
Олександр Геннадійович Хлопонін (нар. 6 березня 1965, Коломбо) — російський політик. Губернатор Красноярського краю (2002—2010).

## Життепис
У 1989 році закінчів Московський фінансовий інститут.
З 2001 по 2002 рік — губернатор Таймирського (Долгано-Ненецького) автономного округу.
З 2002 по 2010 рік — губернатор Красноярського краю.